# Josep Frexas
Josep Frexas o Freixas (Barcelona, s. XIX - Vilafranca del Penedès, Alt Penedès, octubre de 1879) fou un advocat, compositor i escriptor català.

## Biografia
La seva, sembla única òpera, La figlia del deserto, va ser la primera d'un compositor autòcton que s'estrenà al Gran Teatre del Liceu, el 1854. Aquesta obra va portar certa polèmica pel fet d'haver-se sabut que l'autor, de pocs coneixements musicals, n'havia encarregat l'harmonització a altres músics. Publicà en defensa seva una Historia...de la ópera titulada "La figlia del deserto".
Fou director musical del Teatre Principal de Palma les temporades 1849-1850 i 1850-1851, i director i autor de la companyia la temporada 1851-1852; a més, alguna d'aquestes temporades també fou l'empresari del teatre.
A Mallorca almenys estrenà les sarsueles Todos locos y ninguno, composta expressament per la companyia amb poesia de Joan Alba, Los mil y un disparate o el talismán filarmónico i Don serpentón.
Com que el teatre no devia donar-li prou diners per viure, va posar un anunci als diaris on es qualificava de «conocido profesor de música» i manifestava tenir l'honor de «ofrecer al público la propagación de sus conocimientos artísticos», per la qual cosa estava disposat a «dar lecciones de canto, piano, teoría del arte musical, etc., a precios módicos convencionales, ya en casa de los que gusten honrarle, ya en la suya sita en la calle de can Fuster, números 42 y 43».
Deixà també una Missa de glòria i un Stabat Mater. Frexas fou un curiós autodidacte, conegut sobretot per les seves polèmiques amb Donoso Cortés i per la seva defensa de la frenologia i, en conseqüència, de Marià Cubí. Va escriure El socialismo y la teocracia (1853), en el qual atacava Donoso Cortés.
Va morir a Vilafranca del Penedès "pocs dies abans del 6 d'octubre" de 1879, segons el diari La Publicitat.